# Linda Dessau

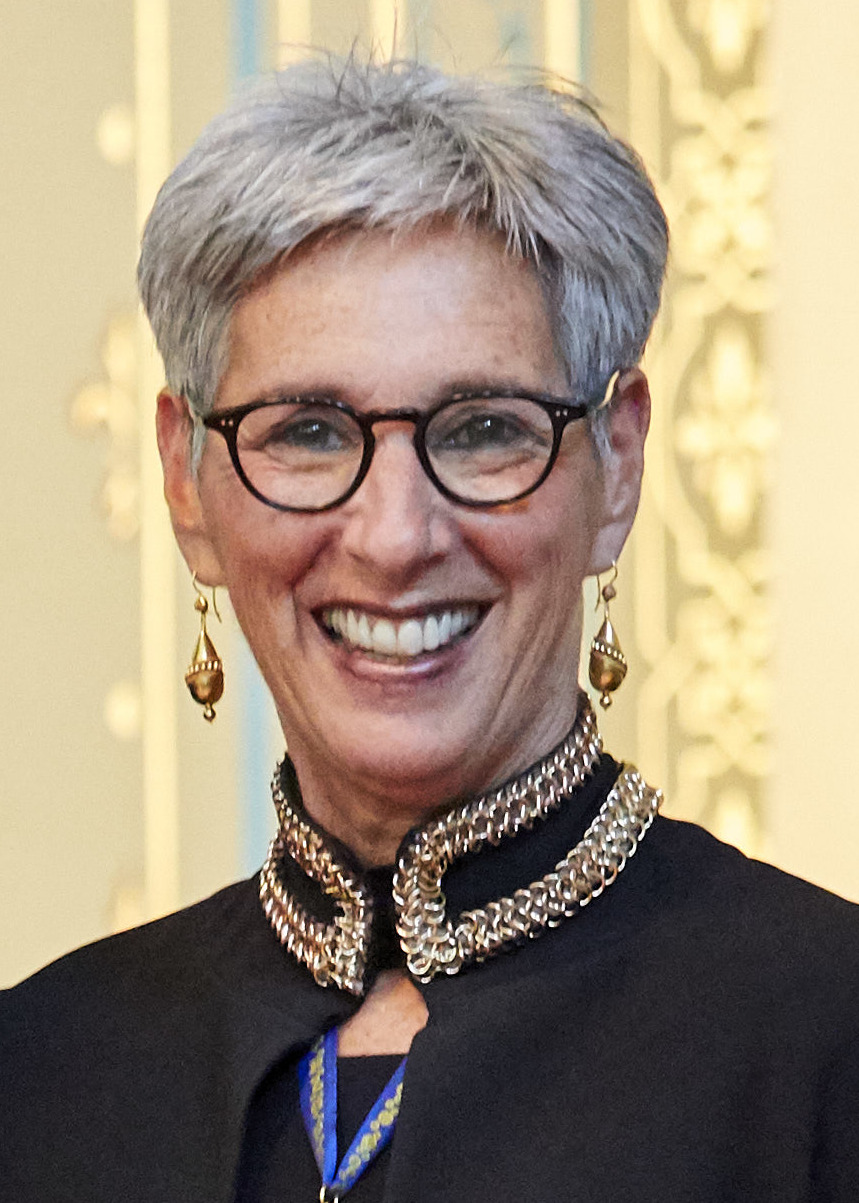
Linda Dessau

Linda Marion Dessau (* 8. Mai 1953 in Melbourne) ist eine australische Juristin und war vom 1. Juli 2015 bis 30. Juni 2023 die 29. Gouverneurin von Victoria. Sie war die erste Frau und die erste jüdische Person in diesem Amt.

## Leben
Dessau wurde 1954 in Victoria als jüngstes von vier Kindern in eine jüdische Familie geboren. Ihr Vater, John Dessau, kam 1929 aus Polen nach Melbourne. Zunächst arbeitete er in einer Fabrik, später wurde er Geschäftsmann. Er heiratete Sybil Dessau, die in Melbourne geboren wurde. Dessau besuchte die St. Catherine’s School in Toorak, wo sie im Alter von sechzehn Jahren immatrikuliert wurde. Sie schloss 1973 als jüngste Absolventin der Universität Melbourne mit einem Bachelor of Laws mit Auszeichnung ab. Von 1974 bis 1978 arbeitete sie als Solicitor und von 1979 bis 1995 als Barrister, wobei sie sich auf Familienrecht und Handelsstreitigkeiten spezialisierte. Von 1995 bis 2013 war sie Richterin am Family Court of Australia. Am 1. Juli 2015 wurde sie von Königin Elisabeth II. auf Empfehlung von Premierminister  Daniel Andrews zur Gouverneurin von Victoria ernannt.
Seit 1982 ist Dessau mit Tony Howard, einem Richter am County Court of Victoria, verheiratet. Sie haben zwei Söhne.

## Auszeichnungen
- Member des Order of Australia (2010)
- Companion des Order of Australia (2016)
- Dame des Order of Saint John (2017)